# Guillaume Driessens
Guillaume Driessens (Peutie, 26 dicembre 1912 – Vilvoorde, 15 giugno 2006) è stato un ciclista su strada e dirigente sportivo belga, professionista dal 1932 al 1936, poi direttore sportivo dal 1953 al 1987.

## Carriera
Direttore sportivo per oltre trent'anni, è ricordato soprattutto per aver guidato dall'ammiraglia Rik Van Looy per nove anni, Eddy Merckx per tre, Freddy Maertens per due, nel biennio 1976-1977, e Roger De Vlaeminck per uno, nel 1980.